# Aleksandar Bogoridi

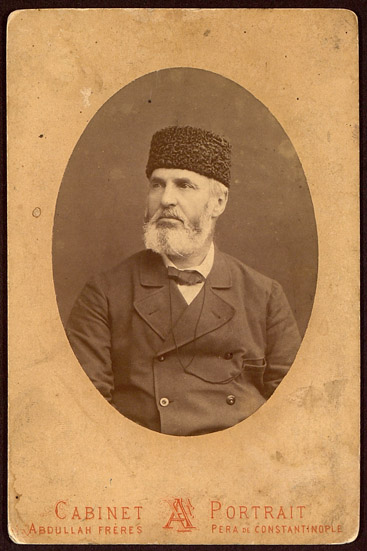
Aleksandar Bogoridi

Aleksandar Stefanow Bogoridi, auch Aleko Bogoridi oder Aleko Pascha genannt (bulgarisch Александър Стефанов Богориди, griechisch Αλεχανδρος Βογοριδης, türkisch Aleko Paşa; * 1822 in Konstantinopel; † 17. Juli 1910 in Paris), war bulgarischer Knjaz, Phanariot und Aktivist der
Bulgarischen Nationalen Wiedergeburt. Er war zwischen 28. Mai 1879 und Mai 1884 Generalgouverneur der nach dem Berliner Kongress geschaffenen osmanischen Provinz Ostrumelien. Aleksandar war Bruder von Nikola Bogoridi, Fürst von Moldawien und Urenkel von Sophronius von Wraza.

## Leben
Aleksandar Bogoridi wuchs in einer bulgarischen, jedoch hellenisch geprägten Familie aus Kotel auf. Sein Vater Stefan Bogoridi, war hoher osmanischer Staatsmann, unter anderem außenpolitischer Berater zweier Sultane und Mitglied des Tanzimat-Rats, Kaimakam des Fürstentums Moldau und erster christlicher Verwalter der Insel Samos. Zur Schule ging Bogoridi zunächst auf das griechische Fener Kolleg und später in Frankreich.
Nach dem Abschluss seines Studiums in Staatsrecht in Deutschland kehrte Bogoridi nach Istanbul zurück. Dort angekommen, nahm er verschiedene hohe Verwaltungsposten an. Er war Mitglied der osmanischen Regierung, Minister für Öffentliche Angelegenheiten, Diplomat in Moldau, Mitglied der diplomatischen Mission in London und osmanischer Botschafter am kaiserlichen Hof in Wien (1876–1877).
Nach dem Russisch-Osmanischen Krieg von 1877–1878 und dem anschließenden Berliner Kongress brachte die osmanische Diplomatie in vorsichtiger Weise Bogoridi als Knjaz von Bulgarien ins Gespräch. Der russische Zar Alexander II., der ganz andere Pläne mit dem Land verfolgte, ließ darauf zum Schein positiv reagieren. Das wiederum veranlasste den äußerst misstrauischen Sultan Abdul Hamid II. sofort den Vorschlag aufzugeben. Daraufhin wurde Bogoridi von Zar Alexander zum Wali (Generalgouverneur) von Ostrumelien der Hohen Pforte empfohlen. Am 28. Mai 1879 wurde er in Plowdiw, der Hauptstadt der neu gegründeten Provinz, vereidigt.
Während des Regimes der Vollmachten im benachbarten Fürstentum Bulgarien unterstützte Bogoridi die liberalen Führer Petko Karawelow und Petko Slawejkow. Zeitweise bot er ihnen auch Asyl. 1884, nach dem Ablauf seiner fünfjährige Regierungszeit, ging er nach Istanbul zurück.
Nach der Abdankung Knjaz Alexander Battenberg 1886 galt Bogoridi erneut als einer der Favoriten für den bulgarischen Thron. Schließlich wurde dafür aber Ferdinand von Sachsen-Coburg und Gotha ausgewählt.
Aleksandar Bogoridi starb in Paris am 17. Juli 1910. Er war mit Aspasia Baltazzi verheiratet.